# Joseph Keilberth
Joseph Keilberth (Karlsruhe, Alemania, 19 de abril de 1908-Múnich, Alemania, 20 de julio de 1968) fue un director de orquesta alemán.

## Biografía
Comenzó su carrera en el Teatro Estatal de su ciudad natal, Karlsruhe. En 1940 se convirtió en director de la Orquesta Filarmónica Alemana de Praga. Cerca del fin de la Segunda Guerra Mundial, ocupó el puesto de director principal de la Staatskapelle de Dresde. En 1949 fue director principal de la Orquesta Sinfónica de Bamberg, formada principalmente por los alemanes expulsados de la Checoslovaquia en la posguerra bajo los decretos de Beneš. Murió en Múnich después de colapsar mientras dirigía la ópera de Wagner Tristán e Isolda en el mismo lugar en que lo hizo Felix Mottl en 1911.

## Repertorio
Su discografía abarca las sinfonías de Ludwig van Beethoven, Brahms, Bruckner, Schumann y Dvořák, así como obras de Richard Wagner, Mozart y de Pfitzner. 
Intervino frecuentemente en el Festival de Salzburgo y de Festival de Bayreuth (está considerado como uno de los mayores directores wagnerianos).